# 猪牟田カルデラ
猪牟田カルデラ（ししむたカルデラ）は、大分県西部の九重山北方にある直径約8kmの埋没したカルデラである。

## 概要
約100万前から90万年前にかけて活動したカルデラで、2度の非常に大規模な噴火により、耶馬溪火砕流及び今市火砕流を噴出した。これらの火砕流の噴出時には、それぞれピンク火山灰及びアズキ火山灰と呼ばれる火山灰が広域に飛散し（広域テフラ）、その堆積層は重要な鍵層となっている。
現在の大分県玖珠郡九重町の野稲岳、花牟礼山、涌蓋山、万年山

等に囲まれた玖珠川流域の地域に存在したと考えられており、この地域の地名から猪牟田カルデラと名付けられている。

## 耶馬溪火砕流
耶馬溪火砕流（やばけいかさいりゅう）は、約100万年前に猪牟田カルデラから噴出した推定体積約110km3の大規模な火砕流である。その堆積物は、大部分が耶馬溪溶結凝灰岩と呼ばれる溶結凝灰岩からなる。九州中部に広く分布し、火砕流台地を形成している。名勝耶馬渓はこの台地が浸食されて形成されたものであり、このため本火砕流は耶馬溪火砕流と呼ばれている。
近年の研究により、大阪層群に含まれるピンク火山灰層の噴出源であることが明らかになった。同様の堆積層は、関東地方や新潟でも確認されている。

## 今市火砕流
今市火砕流（いまいちかさいりゅう）は、約90万年前に猪牟田カルデラから噴出した推定体積約90km3の大規模な火砕流である。当初、大分県大分郡野津原町（現・大分市）今市で分布が確認されたことから、今市火砕流と名付けられた。その堆積物は、九州中部および東部に分布しており、大部分が溶結凝灰岩からなる。
近年の研究により、大阪層群に含まれるアズキ火山灰層の噴出源であることが明らかになった。同様の堆積層は、関東地方でも確認されている。

### アズキ火山灰層
アズキ火山灰層は大阪層群に見られるうすいこげ茶色の地層であり鍵層となっている。場所により異なるが40cm以上の厚さがある。「アズキ」の名称はその色がアズキアイスと似ていることから仮称として用いられていたものが正式名称となったものである。上総層群国本層のKu6C火山灰と対比される。

## 敷戸テフラ
約130万年前に形成された広域テフラの敷戸テフラは、現在供給源不明であるが、大分県内が噴出源と推定されている。